# Oklahoma
Oklahoma (anglická výslovnost  [ˌoʊkləˈhoʊmə]IPA, oficiálně State of Oklahoma) je stát nacházející se na jihu Spojených států amerických, v oblasti západních jižních států v jižním regionu USA. Oklahoma hraničí na severu s Kansasem, na severovýchodě s Missouri, na východě s Arkansasem, na jihu s Texasem, na západě s Novým Mexikem a na severozápadě s Coloradem.
Se svou rozlohou 181 295 km² je Oklahoma 20. největším státem USA, v počtu obyvatel (3,9 milionů) je 28. nejlidnatějším státem a s hodnotou hustoty zalidnění 22 obyvatel na km² je na 35. místě. Hlavním a největším městem je Oklahoma City se 630 tisíci obyvateli. Dalšími největšími městy jsou Tulsa (400 tisíc obyv.), Norman (120 tisíc obyv.), Broken Arrow (110 tisíc obyv.) a Lawton (100 tisíc obyv.). Nejvyšším bodem státu je vrcholová plošina stolové hory Black Mesa na západě státu, která na území Oklahomy dosahuje nadmořské výšky 1516 m. Největšími toky jsou řeky Red, která tvoří hranici s Texasem, a Arkansas.
Do oblasti dnešní Oklahomy se první evropští průzkumníci dostali v roce 1541. Na základě dalších výprav ve druhé polovině 18. století byl region v roce 1682 prohlášen za součást Nové Francie, k jeho osidlování však nedošlo. Oklahoma získala svůj název z čoktského výrazu „okla humma“, tj. rudí lidé. Území získali roku 1762 na základě výsledku sedmileté války Španělé, kteří jej začlenili do místokrálovství Nové Španělsko. Do francouzských rukou se vrátilo roku 1800. V roce 1803 celou francouzskou Louisianu zakoupily Spojené státy. Oblast Oklahomy poté byla postupně do roku 1824 součástí louisianského, missourského a arkansaského teritoria. Roku 1854 zde vzniklo Indiánské teritorium, které bylo určeno pro přesídlené indiánské kmeny. Z něj bylo v roce 1890 pro bílé osadníky vyčleněno oklahomské teritorium (západní část oblasti). Oba regiony ale byly v roce 1907 opětovně spojeny a Oklahoma se 16. listopadu 1907 stala 46. státem USA.

## Historie
Oklahoma byla od pradávna obývána indiánskými kmeny. Prvními Evropany, kteří se do oblasti dostali, byli v 16. století španělští průzkumníci. Později část Oklahomy Španělé postoupili Francii.
V roce 1830 sloužila Oklahoma jako hlavní cíl politiky přesídlení indiánských kmenů. Směřovaly sem tisíce Indiánů z přímořských a severních oblastí. Představitel a tvůrce této politiky byl Andrew Jackson. Po této nucené deportaci, kdy bylo mnoho Indiánů zabito, se toto území stalo výhradně indiánským. Mezi nejznámější a zároveň největší kmeny, jež byly na toto území přesídleny, patří Delavarové pocházející ze severovýchodu USA, Kajovové, Komančové a v neposlední řadě Čerokíové, Čoktóové, Čikasóové, Potokové a Seminolové, kteří jsou také známi jako Pět civilizovaných kmenů, protože přejali zvyky a náboženství bílých kolonizátorů. Vybudovali města jako Tulsa, Tahlequah a Muskogee. Ta byla největšími městy ve státě.
Během americké občanské války nastal mezi kmeny velký rozkol. Část se jich přidala na stranu Konfederace, a tudíž podporovala otroctví. V Oklahomě se událo několik velkých bitev. Po porážce Konfederace vláda tvrdě potrestala kmeny, které byly na její straně. Otroctví bylo zrušeno. Ve společnosti převládal názor, že by se měli neintegrovaní černoši deportovat zpět do Afriky. To ale narazilo na silný odpor, takže k tomu nakonec nedošlo.
V roce 1889 federální vláda odsouhlasila odebrání velké části území Indiánů pro bílé osadníky. Prezident Benjamin Harrison podepsal zákony schválené kongresem, která poskytovala bílým osadníkům 2 milióny akrů půdy. Poté zde probíhaly organizované zábory půdy odkoupené vládou od indiánů tzv. Oklahomské závody o půdu (Land Runs). Oklahoma se tedy rozdělila na dvě části, jednu obývanou Indiány, druhou bělochy. 16. listopadu 1907 se obě části spojily a Oklahoma se stala 46. státem USA.
Na přelomu 19. a 20. století se v Oklahomě našla obrovská naleziště ropy a zemního plynu. Do Oklahomy se začali ve velkém stěhovat běloši, které sem lákala vidina snadného výdělku na „černém zlatě“. To přineslo státu obrovskou prosperitu. Důkazem toho jsou honosné stavby z 20. let minulého století, které lze v Oklahomě spatřit.
Během velké hospodářské krize se lidé snažili skomírající hospodářství zachránit intenzivním zemědělstvím. Drasticky se snažili využít každý kousek půdy, což vedlo k neekologickému obdělávání půdy, bez přihlédnutí k přírodním podmínkám. Velké bouře, které ve třicátých letech postihly USA, zapříčinily, že většina špatně obdělávané půdy byla erodována. Nastal masivní odchod obyvatelstva ze země. Toto období se nazývá Dust Bowl. Tato bídná doba je dobře zachycena na fotografiích Dorothey Langeové. Špatné hospodaření s půdou se rovněž stalo předmětem románu Hrozny hněvu od Johna Steinbecka, který tehdejší politici kritizovali jako „neobjektivní“.
Pro Oklahomu to byla i politicky velice neklidná doba. Mnoho různých skupin, většinou sociálně slabších, zaplavilo stát a všemožně se pokoušelo přežít v drsných podmínkách. Vzniklo mnoho „černých měst“, kde se černoši pokusili žít zcela odděleně od bělochů. Bílá města byla také oddělena. V Oklahomě byl také velice aktivní Ku-klux-klan. Odsuzoval černochy, židy i katolíky. Vzniklo mnoho rasových nepokojů, z nichž největší proběhl v Tulse a vyžádal si mnoho mrtvých. Byl to jeden z nejhorších rasových nepokojů v dějinách USA. Napětí mezi indiány a bělochy nebylo tak velké.
Situace se začala výrazně zlepšovat po druhé světové válce, kdy byl vybudován rozsáhlý zavlažovací systém a navezeny miliony tun úrodné půdy. Dnes je Oklahoma dobře rozvinutým prosperujícím státem.
V roce 1995 se ve městě Oklahoma odehrál pumový útok, který měl na svědomí válečný veterán Timothy McVeigh. Zaútočil na federální budovu a zabil 168 lidí.

## Symboly

### Vlajka
Oklahomská vlajka je tvořena modrým listem, v jehož středu je tradiční štít kmene Osage z bizoní kůže se sedmi orlími pery. Pod štítem je velkým bílým písmem uveden název státu – OKLAHOMA.

## Geografie
Oklahoma je na severu ohraničena Kansasem, na západě Coloradem a na jihu Novým Mexikem a Texasem. Na východě hraničí se státy Missouri a Arkansas. Je to rovinatá země, plná plání a prérií. Nový zavlažovací systém Oklahomu po velké přírodní katastrofě ve třicátých letech 20. století znovu zúrodnil. Krajina je opět živá. Pouze v severozápadním cípu země se rozkládá polopoušť.
- Nejvyšší bod leží ve výšce 1 516 m nad mořem.
- Nejnižší bod leží ve výšce 88 m nad mořem.
- Průměrná výška je 400 m nad mořem.
- Šířka státu je 370 km.
- Délka státu je 480 km.

## Demografie
Obyvatelé Oklahomy jsou někdy nazýváni jako „Okies“. Podle sčítání lidu z roku 2010 zde žilo 3 751 351 obyvatel. Hustota zalidnění je 21 obyvatel na kilometr čtvereční.
- Hlavním a zároveň největším městem je Oklahoma City (506 132 obyvatel).
- Další významná města (v závorce počty obyvatel): Tulsa (339 049), Norman (95 694), Lawton (92 757), Edmond (68 315).

### Rasové složení
- 72,2 % Bílí Američané
- 7,4 % Afroameričané
- 8,6 % Američtí indiáni
- 1,7 % Asijští Američané
- 0,1 % Pacifičtí ostrované
- 4,1 % Jiná rasa
- 5,9 % Dvě nebo více ras

Obyvatelé hispánského nebo latinskoamerického původu, bez ohledu na rasu, tvořili 8,9 % populace.

## Ekonomika
Hlavními produkty Oklahomy jsou paliva a potraviny. Na pláních Oklahomy lze spatřit milionová stáda dobytka. Úrodná pole produkují obrovská množství pšenice. HDP Oklahomy je 86 miliard dolarů, což ji řadí na 29. místo v USA. Roční příjem na obyvatele činí 23 517 (1960 dolarů měsíčně), což Oklahomu řadí na 43. místo v USA.
- Hlavními zemědělskými produkty jsou: dobytek, pšenice, mléko, drůbež, bavlna.
- Hlavními průmyslovými produkty jsou: ropa a ropné výrobky, dopravní zařízení, elektrické výrobky, kaučuk a plasty

## Narození v Oklahomě
- John Michael Talbot
- Cash Baker a Marverick Baker